# Правило п'яти секунд

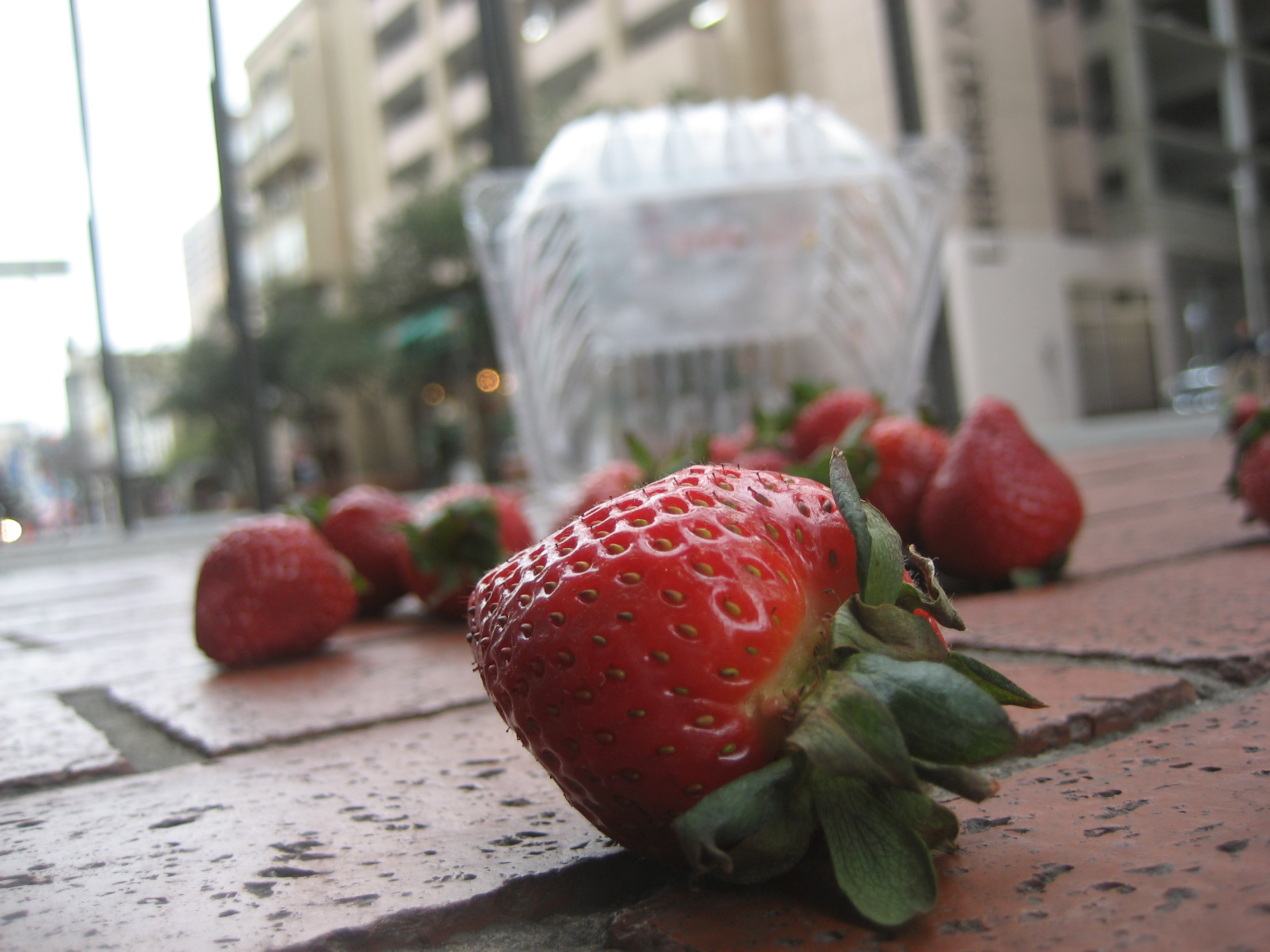
Полуниця впала на землю. Правило п'яти секунд передбачає, що якщо її підняти протягом п'яти секунд, то можна їсти без повторного миття.

Правило п'яти секунд, іноді відоме як правило трьох секунд — це міф харчової гігієни, який стверджує, що існує певний часовий проміжок, коли безпечно підбирати їжу (або іноді столові прилади) після того, як вона впала на підлогу або на землю і таким чином піддалася забрудненню.
Здається, немає наукового консенсусу щодо загальної застосовності цього правила, і його походження незрозуміле. Ймовірно, воно виникло в результаті розвитку теорії мікробів наприкінці 19 століття. Перша відома згадка про правило в друкованому вигляді міститься в романі 1995 року «Розшукується: Тренер з веслування» (Wanted: Rowing Coach).

## Дослідження
Правило п'яти секунд привернуло увагу науковців. Його вивчали і як рекомендацію для громадського здоров'я, і як соціологічний ефект.

### Університет Іллінойсу
У 2003 році Джилліан Кларк з Університету Іллінойсу в Урбана-Шампейн в ході опитування виявила, що 56% чоловіків і 70% жінок, які брали участь в опитуванні, були знайомі з правилом п'яти секунд. Вона також визначила, що різноманітні продукти харчування значно забруднюються навіть при короткочасному контакті з плиткою, зараженою кишковою паличкою. З іншого боку, Кларк не знайшла значних доказів забруднення на підлозі в громадських місцях. За цю роботу Кларк отримала Ігнобелівську премію з громадського здоров'я 2004 року. Більш ретельне дослідження, проведене у 2007 році з використанням сальмонели на дереві, плитці та нейлоновому килимі, показало, що бактерії здатні процвітати в сухих умовах навіть через двадцять вісім днів. Випробування на поверхнях, які були забруднені сальмонелою вісім годин тому, показали, що бактерії все ще здатні заражати хліб і м'ясні напівфабрикати менш ніж за п'ять секунд. Але хвилинний контакт збільшував рівень забруднення приблизно в десять разів (особливо це стосується кахельної плитки та килимових покриттів).

### Ратгерський університет
Дослідники з Ратгерського університету спростували цю теорію у 2016 році, скидаючи кубики кавуна, клейкі цукерки, звичайний білий хліб і хліб з маслом з висоти п'яти дюймів (13 см) на поверхні, вкриті Enterobacter aerogenes. Як поверхні використовували килим, керамічну плитку, нержавіючу сталь і дерево. Їжу залишали на поверхні з інтервалами в 5, 30 і 300 секунд. Вчені оцінювали кількість аерогенів кишкової палички, що переносилися між поверхнею та їжею. Оскільки бактерії мають властивість притягуватися до вологи, вологі продукти харчування мали більший ризик перенесення бактерій, ніж сухі. На подив дослідників, килим переносив менше бактерій, ніж сталь або плитка. Щодо деревини, то тут було важко зробити однозначний висновок, оскільки показники сильно варіювалися. „Правило п'яти секунд — це значне спрощення того, що насправді відбувається, коли бактерії переносяться з поверхні на їжу“, — сказав Дональд Шаффнер, біолог з Ратгерського університету та автор дослідження, у своїй заяві в газеті Washington Post. „Бактерії можуть забруднювати миттєво“.
Педіатр розкритикував дослідження за те, що воно не враховує небезпеку вживання їжі після того, як людина торкається інших поверхонь, таких як ручки холодильника, вимикачі та гаманці, які, як з'ясувалося, так само забруднені бактеріями.

### Інше
Дослідження 2006 року, проведене в Університеті Клемсона, не змогло підтвердити це правило на кахельній, дерев'яній та килимовій підлозі. Воно показало, що бактерії можуть виживати на підлозі протягом тривалого часу.
Дослідження 2014 року, проведене студентами-біологами Астонського університету в Англії, показало, що правило п'яти секунд може мати під собою підґрунтя. Ентоні Хілтон, завідувач кафедри мікробіології Астонського університету, вказав у 2017 році, що їжу, яка впала на кілька секунд на, здавалося б, чисту підлогу, можна їсти з мінімальним ризиком. За словами Хілтона, вологі продукти, які залишаються на підлозі більш як 30 секунд, забруднюються в 10 разів більшою кількістю бактерій, ніж їжа, яка залишилася на підлозі на 3 секунди.

### Неформальні
Правило п'яти секунд було показано в епізоді серіалу «Руйнівники міфів» на каналі Discovery, який виявив, що не було суттєвої різниці в кількості зібраних бактерій. Аспекти, які впливають на процес забруднення, — це вологість, геометрія поверхні та місце розташування.
Тед Аллен перевірив це правило в одному з епізодів «Детективи їжі» і виявив, що бактерії миттєво чіпляються до їжі.
YouTube-канал Vsauce також присвятив відео цій темі, дійшовши висновку, що правильніше було б назвати його «Правило не торкатися їжі, що впала на підлогу» (англ. «Don't touch food that fell on the floor»).